# Pont Yavuz Sultan Selim
El Pont Yavuz Sultan Selim (turc: Yavuz Sultan Selim Köprüsü) és un pont sobre el riu Bòsfor per on passa tràfic de ferrocarril i vehicles a motor. És el pont més nòrdic dels tres ponts d'Istambul, Turquia. El seu nom original era el Tercer Pont del Bòsfor (sent el pont del Bòsfor el Primer Pont del Bòsfor i el pont Fatih Sultan Mehmet el Segon Pont del Bòsfor). El pont està a uns 5 km (3,1 milles) al nord del pont Bòsfor. El pont uneix Garipçe en Sariyer al costat europeu amb Pyrazköy en Beykoz al costat asiàtic.
La cerimònia per a posar la primera pedra va tenir lloc el 29 de maig de 2013. El pont va ser obert al tràfic el 26 d'agost del 2016.
El pont es troba a 322 metres (1.056 peus), cosa que el converteix en el pont de suspensió més alt del món. És també, per darrere de viaducte Millau, el segon pont més alt del món. El pont és també un dels ponts de suspensió més amples del món amb una amplada de 585 metres (1.919 peus).

## Projecte
El pont es una part de l'autopista projectada de 260 km (160 milles) del Marmara Nord (turc: Kuzey Marmara Otoyolu), que unirà les àrees urbanes d'Istambul al nord, connectant Kınalı, Silivri a l'oest amb Paşaköy, Hendek a l'est. El pont té unes dimensions de 584 metres (1.916 peus) d'amplada, 2.164 metres (7.100 peus) de llargada i una llum central de 1.408 metres (4.619 peus). La llum central del pont és la uitena llum més llarga en ponts de suspensió del món.
El pont està dissenyat per l'enginyer suís Jean-François Klein (lídel del projecte) i l'enginyer d'estructures francès Michel Virlogeux de T-ingénierie (empresa amb base a Ginebra). Està dissenyat per ser un pont combindat de carretera i ferrocarril, tenint un total de 4 carrils per a vehicles motoritzats i una línia de ferrocarril per a cada sentit. La construcció va anar a càrrec del consorci d'empreses turc İçtaş i l'empresa italiana Astaldi en guanyar aquesta el concurs per a construir l'estructura el 30 de maig de 2012. El cost inicial del projecte va ser de 4.500 milions de dòlars. La duració inicial estimada de la construcció era de 36 mesos, sent la data d'obertura estimada a finals de l'any 2015. El 29 de maig del 2013 el primer ministre Erdoğan va donar l'ordre a l'equip de gestió d'acabar la construcció en 24 mesos, i va donar com a data estimada d'opertura el 29 de maig de 2015.
El peatge del pont és de 9.90 lires turques entre les eixides de l'autopista d'Odayeri i Paşaköy. S'estima que un mínim de 135.000 vehicles utilitzen el pont cada dia en cada sentit. El ministre de transport i comunicació Binali Yıldırım va nacionalitzar tota l'àrea per al projecte del pont, que era en un 9,57% propietat privada, en un 75,24% bosc i en un 15,19% terreny pertanyent a l'estat turc.